# کیریسون
کیریسون د سوزا کارنیرو Keirrison de Souza Carneiro بازیکن فوتبال در پست مهاجم اهل برزیلست او هم‌اینک در تیم باشگاهی کروزیرو قرضی از بارسلونا در پست مهاجم بازی‌می‌کند.